# 大理马先蒿
大理马先蒿（学名：Pedicularis taliensis）为玄参科马先蒿属下的一个种。

## 扩展阅读
維基物種上的相關：大理马先蒿